# Благими намерениями вымощена дорога в ад
«Благи́ми наме́рениями вы́мощена доро́га в ад» — крылатое выражение в ряде языков, в частности русском и английском. Альтернативной формой в английском языке служит выражение «Преисподняя полна добрыми намерениями, а небеса полны добрыми делами».

## Происхождение
Авторство выражения часто приписывается английскому писателю XVIII века Самюэлю Джонсону. Его биограф Джеймс Босуэлл в своих воспоминаниях рассказал, что в 1755 году Джонсон произнёс «Ад вымощен добрыми намерениями» (англ. Hell is paved with good intentions). Вальтер Скотт в романе «Ламмермурская невеста» (1819) приписывает его происхождение одному из английских богословов. По другой точке зрения, автор изречения — английский богослов XVII столетия Джордж Герберт, в книге которого «Jacula prudentium» присутствует фраза «Hell is full of good meaning and wishings» — «Ад полон добрыми намерениями и желаниями». Данным изречением Герберт проиллюстрировал одну из идей протестантской этики, согласно которой действительность веры непременно ведёт к совершению добрых дел.

## Смысл
Обычно эта фраза толкуется так, что ошибочные действия или действия с дурными последствиями зачастую предпринимаются, исходя из добрых намерений: добрые намерения, будучи реализованы, могут привести к непреднамеренным последствиям. Пример даёт интродукция инвазивного вида, который превратился в проблему из-за неожиданно массового распространения и неожиданного поведения.
Иная интерпретация этого выражения состоит в том, что люди могут иметь намерение заниматься добрыми делами, но всё же не делают их. Бездействие в этом случае может обусловлено прокрастинацией, ленью или другим пороком. По сути, это выражение предостерегает, что доброе намерение бессмысленно, если не выполнено: недостаточно лишь намереваться сделать доброе дело.

### Другие варианты
- Путь в ад устлан благими намерениями
- Благими намерениями устлана дорога в ад
- Благими (добрыми) намерениями ад вымощен

## В искусстве
- В художественном фильме «Париж. Город мёртвых» данная надпись украшает вход в Ад и неоднократно произносится главными героями.